# ムケッカ

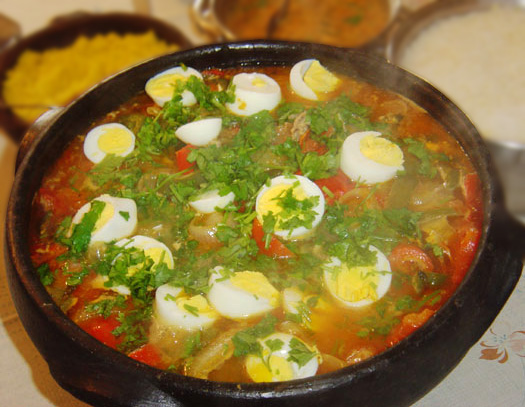
ムケッカ・バイーアナ

ムケッカ(Moqueca)は、魚、タマネギ、ニンニク、トマト、コリアンダー等の材料から作られるブラジルの海鮮シチューである。水は加えず、時間をかけて作られる。
もともとはブラジル南部のエスピリトサント州の料理であるが、現在では、エスピリトサント州のムケッカ・カピシャーバと北東部のバイーア州のムケッカ・バイーアナの2種類がある。
ブラジルでは、少なくとも300年前からある料理であると言われている。

## ムケッカ・カピシャーバ
ムケッカ・カピシャーバは、ブラジルの先住民の料理の影響を受けたエスピリトサント州の伝統料理である。パーム油(dendê)の代わりにオリーブ・オイルが使われる。またココナッツミルクは使わずにベニノキの色素が加えられ、伝統的な土の鍋で調理される。具材としては、魚、エビ、カニ、ロブスター等が用いられ、生のバナナを使うこともある。タマネギ、トマト、コリアンダー、チャイブ、オリーブ・オイルで味付けされる。

### カピシャーバ鍋
カピシャーバ鍋は、黒土とマングローブの樹液から作られる。成形し、焼成した後に再び樹液を塗ることにより、色が黒く、耐水性を持つようになる。使用する前には、何度か油を焼く必要がある。
ムケッカ・カピシャーバは、エスピリトサント州の州都ヴィトーリアでは非常に重要な料理であり、この町は、As Paneleirasとして知られる鍋の製造メーカーの所在地でもある。

## ムケッカ・バイーアナ
バイーア州で作られるムケッカ・バイーアナは、アフリカ料理の影響を受けている。基本の材料に加え、パーム油、ココナッツミルク、エビ又はカニ等が加えられる。

## 日本での展開
FIFAワールドカップブラジル大会の行われる2014年に、日清食品より、「ブラジリアンシーフードヌードル ブラジルの魚介郷土料理ムケッカ味」という期間限定のカップヌードルが発売された。